# نادي بارما لكرة السلة للسيدات
نادي بارما لكرة السلة للسيدات (بالإيطالية: Basket Parma)‏ هو فريق كرة سلة إيطالي للسيدات تأسس في سنة 1962 يقع مقره في بارما. ينافس في الدوري الإيطالي لكرة السلة للسيدات.

## الإنجازات
- كأس رونكيتي
  - 1990، 1992–93، 2000
- الدوري الإيطالي لكرة السلة للسيدات
  - 2001
- كأس إيطاليا لكرة السلة للسيدات
  - 1998، 2001، 2002
- كأس السوبر الإيطالية لكرة السلة للسيدات
  - 1997، 2002

## وصلات خارجية
- الموقع الرسمي